# Melanothrix latevittata
Melanothrix latevittata är en fjärilsart som beskrevs av Karl Grünberg 1914. Melanothrix latevittata ingår i släktet Melanothrix och familjen Eupterotidae. Inga underarter finns listade i Catalogue of Life.